# День освобождения (Руанда)
День освобождения (руанда Kwibohora, фр. Le jour de la libération, англ. Liberation Day) — государственный праздник в Руанде, празднующийся 4 июля с 1994 года, приуроченный к взятию столицы Руанды — Кигали Руандийским Патриотическим Фронтом, что привело к прекращению геноцида тутси.

## История

### Наступление РПФ
7 апреля 1994 лидер РПФ Поль Кагаме предупредил созданный днём раннее Кризисный Комитет (орган власти хуту, который курировал геноцид 1994 года), что не будет соблюдать заключённое в августе 1993 года перемирие, поскольку это невозможно в связи с начавшимся геноцидом.
8 апреля фронт начал наступление с севера страны, взяв к концу месяца всю границу с Танзанией.
После продолжительных боёв, 4 июля 1994 бойцы РПФ смогли установить контроль над столицей Руанды.
Через 2 недели после штурма Кигали капитулировали оставшиеся районы на северо-западе страны, геноцид прекратился.

### Появление праздника
Новое правительство в память о геноциде немедленно объявило 4 июля — «Днём освобождения», а 7 апреля — «Днём национального траура в память о геноциде».

## Празднование
В этот день проводятся спонсируемые правительством патриотические и культурные мероприятия, церемонии и концерты.
На стадионе Амохоро в Кигали проводится парад ВС Руанды, во время которого играет гимн и президент Руанды обращается к народу.
На парад приглашаются лидеры некоторых других африканских государств.
Также проводится праздничный футбольный матч с Угандой.
В 2019 празднование прошло в Зимбабве.